# 1,2-přesmyk
[1,2]-přesmyk je organická reakce, při které se substituent přesouvá z jednoho atomu na druhý nacházející se vedle něj. V níže uvedeném příkladu se substituent R přesouvá z uhlíkového atomu C2 na C3.
Jedná se o vnitromolekulární reakci, kdy jsou výchozí látka a produkt navzájem strukturními izomery. 1,2-přesmyky jsou druhem přesmykových reakcí.
Přesmyk, do kterého je zapojen atom vodíku, se nazývá 1,2-hydridový přesmyk. Pokud je substituentem účastnícím se přesmyku alkylová skupina, pak se nazývá podle příslušného alkylového aniontu: například 1,2-methanidový nebo 1,2-ethanidový přesmyk.

## Mechanismus
1,2-přesmyky bývají často iniciovány tvorbou reaktivního meziproduktu, například:
- karbokationtu heterolýzou při nukleofilních a anionotropních přesmycích
- karboaniontu při elektrofilních a kationotropních přesmycích
- radikálu u homolytických přesmyků
- nitrenu.

Přesun substituentu ve druhém kroku je způsoben tím, že vzniklý meziprodukt je stabilnější. Terciární karbokation je stabilnější než sekundární a tak SN1 reakcí neopentylbromidu s ethanolem vzniká terc-pentylethylether.
Karbokationtové přesmyky jsou častější než karboaniontové a radikálové, což lze vysvětlit pomocí Hückelova pravidla. Cyklický karbokationtový meziprodukt je aromatický, protože má 2 elektrony. Aniontové meziprodukty oproti tomu mívají 4 elektrony a chovají se tak jako antiaromatické a jsou destabilizované. Radikálové meziprodukty nejsou stabilizované ani destabilizované.
Nejvýznamnějším karbokationtovým 1,2-přesmykem je Wagnerův–Meerweinův přesmyk. Mezi karbokationtové 1,2-přesmyky patří mimo jiné benzilový přesmyk.

## Radikálové 1,2-přesmyky
První radikálový 1,2-přesmyk popsal Heinrich Otto Wieland v roce 1911 , šlo o přeměnu bis(trifenylmethyl)peroxidu 1 na tetrafenylethan 2.
Meziproduktem je trifenylmethoxylový radikál A, který se přesmykuje na difenylfenoxymethyl C, jenž se poté dimerizuje. Není známo, zda vznikající cyclohexadienylový radikál B je přechodný stav nebo reaktivní meziprodukt, protože se jej nepodařilo zanalyzovat ESR spektroskopie.
Dalším příkladem radikálového 1,2-přesmyku může být pyrolýza některých polyaromatických sloučenin. Energie potřebná k 1,2-přesmyku u arylových radikálů může být až kolem 250 kJ/mol, což je však stále méně než u odtržení protonu z arynů (340 kJ/mol). U alkenových radikálů probíhá přednostně odštěpení protonu za vzniku alkynů.

## Příklady
Následující procesy zahrnují 1,2-přesmyk:
- 1,2-Wittigův přesmyk
- Alfa-ketolový přesmyk
- Beckmannův přesmyk
- Benzilový přesmyk
- Brookův přesmyk
- Criegeeův přesmyk
- Curtiusův přesmyk
- Favorského přesmyk
- Friedelovy–Craftsovy reakce
- Fritschův–Buttenbergův–Wiechellův přesmyk
- Hofmannův přesmyk
- Lossenův přesmyk
- Pinakolový přesmyk
- Seyferthova–Gilbertova homologace
- SN1 reakce (obecně)
- Stevensův přesmyk
- Stieglitzův přesmyk
- Wagnerův–Meerweinův přesmyk
- Wolffův přesmyk

## 1,3-přesmyky
1,3-přesmyky probíhají přes 3 atomy uhlíku. Patří sem mimo jiné Friesův přesmyk a 1,3-alkylový přesmyk verbenonu na chrysanthenon.